# Wilhelm Aagesen
Wilhelm Duke Aagesen, född 1 juni 1887 i Helsingör i Danmark, död 28 augusti 1953 i Göteborgs Annedals församling, var en dansk-svensk företagsledare.
Wilhelm Aagesen genomgick Helsingörs borgarskola 1897–1901 och var anställd i Marius Hartz AS i Köpenhamn 1910–1913. Han överflyttade sedan till Sverige och etablerade Butterick's mönsteraffär i Göteborg 1913, i Malmö 1932 och i Helsingborg 1943. Han var kassör i Dansk Hj:förening i Göteborg. Han hade utmärkelsen Danmarks frihetsmedalj (DFrM).
Aagesen var son till Harald Aagesen och hans hustru, ogift Möller. Han gifte sig 1913 med Dagmar Christensen. De fick dottern Margot 1915 och sönerna Sven och Gunnar 1920. Genom dottern Margot blev han svärfar till Folke Olander och morfar till Bengt Olander som efter varandra ledde verksamheten i Buttericks.